# Roman Pidkiwka
Roman Jurijowycz Pidkiwka, ukr. Роман Юрійович Підківка (ur. 9 maja 1995 we Lwowie) – ukraiński piłkarz, grający na pozycji bramkarza.

## Kariera piłkarska

### Kariera klubowa
Wychowanek klubów Karpaty Lwów i Wołyń Łuck, barwy których bronił w juniorskich mistrzostwach Ukrainy (DJuFL). 22 sierpnia 2012 rozpoczął karierę piłkarską w młodzieżowej drużynie Karpat, a 14 lipca 2013 roku debiutował w podstawowym składzie klubu. 22 lutego 2019 zasilił skład Arsenału Kijów. 24 lipca 2019 wrócił do Karpat. 22 stycznia 2020 kontrakt za obopólną zgodą został rozwiązany.

### Kariera reprezentacyjna
Występował w juniorskich reprezentacjach Ukrainy różnych kategorii wiekowych. Od 2014 do 2016 bronił barw młodzieżówki.